# Пам'ятні банкноти канадського долара
Чотири банкноти канадського долара були пам'ятними випусками. Перша була випущена в 1935 році до срібного ювілею сходження Георга V на престол Сполученого Королівства, це була єдина банкнота номіналом 25 доларів, коли-небудь випущена Банком Канади. Другою пам'ятною банкнотою стала ювілейна банкнота номіналом 1 долар, випущена в січні 1967 року на честь сторіччя Канади. Третя була випущена у вересні 2015 року на честь того, що Єлизавета II стала найдовше правлячим монархом Сполученого Королівства та Канади. У 2017 році Банк Канади випустив пам'ятну банкноту номіналом 10 доларів до сторіччя Канади, яку можна було придбати до Дня Канади.  

## Срібний ювілей сходження на престол Георга V

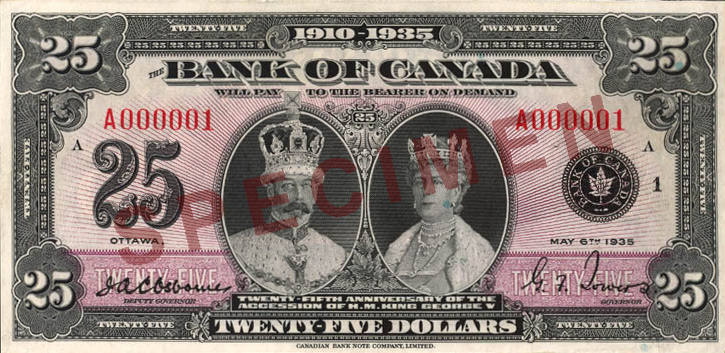
Аверс англомовної версії банкноти номіналом 25 доларів. Зліва - портрети Георга V, справа - Марії Текської.

Першою пам'ятною банкнотою, випущеною Банком Канади, стала банкнота номіналом 25 доларів серії 1935 року на честь Срібного ювілею сходження Георга V на престол.   Королівська пурпурна банкнота була випущена 6 травня 1935 року  і є єдиною банкнотою номіналом 25 доларів, випущеною Банком Канади.. 
На аверсі зображено портрети Георга V та Марії Текської з гравюри Уілла Форда та майстра-гравера Едвіна Ганна з American Bank Note Company (ABN).   Сцена на реверсі зображує Віндзорський замок, офіційну резиденцію королівської родини, з гравюри Луї Дельмоса з ABN. 
На банкноті стоять підписи Грема Тауерза, голови Банку Канади, і Джей Ей Си Осборна, заступника губернатора. 

## Столітня банкнота номіналом 1 долар
3 січня 1967 року в обіг була введена банкнота номіналом 1 долар, присвячена сторіччю Канадської Конфедерації. Банк Канади припинив випуск ювілейної банкноти у 1968 році. 
Обрамлення як аверсу, так і реверсу було створено на основі оригінальної банкноти номіналом 1 долар серії 1954 року, модифікованої з текстами «Le centenaire de la confederation Canadienne » і «Centennial of Canadian Confederation» з англійським текстом у верхній частині аверсу та внизу реверсу, та французьким текстом у нижній частині аверсу та вгорі реверсу. 
Ліворуч на аверсі зображено монохромну зелену адаптацію стилізованого кленового листка, що використовується як логотип сторіччя Канади, з позначками 1867 і 1967 років.  Портрет Єлизавети ІІ зображено на гравюрі, адаптованій з фотографії 1951 року фотографа Юсуф Карш, але без тіари, яку вона носила.  На реверсі зображено оригінальний центральний блок будівлі парламенту, який був знищений пожежею в 1916 році, запозичений з тієї ж гравюри, що була використана для банкноти Домініону Канади, розробленої і надрукованої в 19 столітті. 
Існує два варіанти друку банкноти. Перший включає серійний номер під верхньою частиною рамки на аверсі, тоді як більш поширений другий варіант замість серійних номерів замінює роки 1867 і 1967.  Версія без серійного номера була «призначена для колекціонерів». 

## Пам'ятна банкнота номіналом 20 доларів 2015 року
9 вересня 2015 року Банк Канади випустив банкноту на честь того, що Єлизавета ІІ стала найдовше правлячим монархом Великої Британії та Канади.  Банкнота була представлена на церемонії в Рідо Холі Девідом Джонстоном, генерал-губернатором Канади . 
Вона входить до серії полімерних банкнот Frontier і є модифікованою версією стандартної банкноти номіналом 20 доларів того ж випуску.  На пам'ятній банкноті на металевій фользі зображено портрет Єлизавети ІІ, адаптований з фотографії 1951 року фотографа Юсуфа Карша вгорі, та королівський шифр Єлизавети II внизу.  Це той самий портрет, що використовувався на всіх банкнотах серії 1954 року та на ювілейній банкноті номіналом 1 долар, але на ньому збережено тіару, що робить цю банкноту першою канадською банкнотою із зображенням Єлизавети II в тіарі. 

## Пам'ятна банкнота номіналом 10 доларів 2017 року
До 150-річчя Канади 1 червня 2017 року було випущено пам'ятну 10-доларову банкноту тиражем 40 мільйонів штук. Вона виготовлена з того ж полімерного матеріалу і фіолетового кольору, що й стандартні 10-доларові банкноти серії Frontier, але має унікальний дизайн, який включає чотири портрети важливих історичних постатей Канади.
На аверсі зображено чотири портрети: Джона А. Макдональда, Джорджа-Етьєна Картьє, Агнес Макфейл і Джеймса Гладстона, а також логотип «Канада 150» у верхньому правому куті.  На реверсі п'ять пейзажів: Леви та озеро Капілано ; поля лугової пшениці; Канадський щит у Квебеку; узбережжя Атлантичного океану біля мису Бонавіста ; і північне сяйво в національному парку Вуд-Баффало . Голографічне вікно містить національний герб і зображення картини «Совиний букет» інуїтського художника Кеноджуака Ашевака . 